# 1173 (szám)
Az 1173 (római számmal: MCLXXIII) az 1172 és 1174 között található természetes szám.

## A szám a matematikában
A tízes számrendszerbeli 1173-as a kettes számrendszerben 10010010101, a nyolcas számrendszerben 2225, a tizenhatos számrendszerben 495 alakban írható fel.
Az 1173 páratlan szám, összetett szám, szfenikus szám. Kanonikus alakja 31 · 171 · 231, normálalakban az 1,173 · 103 szorzattal írható fel. Nyolc osztója van a természetes számok halmazán, ezek növekvő sorrendben: 1, 3, 17, 23, 51, 69, 391 és 1173.
Az 1173 tizennyolc szám valódiosztó-összegeként áll elő, ezek közül a legkisebb is nagyobb 10 000-nél.

## Csillagászat
- 1173 Anchises kisbolygó